# Coulterella vainolai
Coulterella vainolai är en plattmaskart som beskrevs av Timoshkin 2004. Coulterella vainolai ingår i familjen Rhynchokarlingiidae och lever i Bajkalsjön.